# Isolde Kostner
Isolde Kostner (Bolzano, 20 marzo 1975) è un'ex sciatrice alpina italiana, specialista delle gare di velocità (discesa libera e supergigante).
Tra le sciatrici italiane più vincenti della storia, con 15 affermazioni in Coppa del Mondo, due Coppe del Mondo di discesa libera, tre medaglie olimpiche, tre iridate e vari altri successi prestigiosi a livello nazionale ed internazionale, fu portabandiera per l'Italia durante la cerimonia di apertura dei XIX Giochi olimpici invernali di Salt Lake City 2002. È stata detentrice del primato del numero di podi conquistati in Coppa del Mondo da un'italiana (51) fino al 15 gennaio 2023, quando è stata superata da Federica Brignone (56).

## Biografia
Isolde Kostner è nipote dell'hockeista su ghiaccio Erwin e del fondista Ulrico (vincitore della prima edizione della Marcialonga), nonché cugina della pattinatrice artistica su ghiaccio Carolina e dell'hockeista Simon Kostner. Nata a Bolzano ed originaria di Ortisei, iniziò a sciare all'età di tre anni, su impulso dei genitori. Cresciuta sportivamente nelle file dello Sci Club Gardena sotto la guida di Stefan Stuflesser, divenne agonista all'età di 11 anni.

### Carriera sciistica

#### Stagioni 1992-2000
Debuttò nel Circo bianco in occasione dei Mondiali juniores di Maribor 1992 e nella successiva rassegna iridata giovanile di Montecampione/Colere 1993 vinse la medaglia d'oro nel supergigante, dopo aver già esordito in Coppa del Mondo il 28 febbraio 1993 a Veysonnaz (43ª in supergigante). Dalla stagione 1993-1994 gareggiò regolarmente in Coppa del Mondo e in poco meno di un mese ottenne i suoi primi successi nel circuito maggiore: il 29 gennaio vinse la sua prima gara (suo primo podio), la discesa libera di Garmisch-Partenkirchen tragicamente segnata dall'incidente che costò la vita all'austriaca Ulrike Maier; pochi giorni più tardi esordì ai Giochi olimpici invernali, a Lillehammer 1994 dove vinse due medaglie di bronzo, nella discesa libera e nel supergigante, mentre non completò la combinata.
Si confermò come una delle più grandi interpreti del supergigante in quel periodo vincendo due medaglie d'oro consecutive ai Campionati mondiali: a Sierra Nevada 1996 (dove fu anche 6ª sia nella discesa libera, sia nello slalom gigante) e a Sestriere 1997 (dove nella discesa libera e nello slalom gigante fu rispettivamente 4ª e 7ª). Ai XVIII Giochi olimpici invernali di Nagano 1998 non andò invece a medaglia, chiudendo 11ª il supergigante e non completando la discesa libera. L'anno dopo, ai Mondiali di Vail/Beaver Creek 1999, gareggiò ancora nella discesa libera e nel supergigante, piazzandosi rispettivamente 9ª e 6ª.

#### Stagioni 2001-2002
La gardenese ottenne nella stagione 2000-2001 un risultato storico per lo sci italiano, conquistando per la prima volta la Coppa del Mondo di discesa libera con 141 punti di vantaggio su Renate Götschl; i suoi podi stagionali furono 7, con 3 vittorie. Conquistò inoltre la medaglia d'argento ai Mondiali di Sankt Anton am Arlberg nel supergigante, mentre nella discesa libera fu 5ª.
Nella stagione successiva la Kostner si confermò ai massimi livelli aggiudicandosi nuovamente la Coppa del Mondo di discesa libera (con 99 punti di vantaggio su Michaela Dorfmeister) e chiudendo 4ª nella classifica generale, bissando così il piazzamento della stagione 1995-1996; i suoi podi stagionali furono 6, con 2 vittorie. Si aggiudicò inoltre la medaglia d'argento, sempre nella discesa libera, ai XIX Giochi olimpici invernali di Salt Lake City 2002, dove fu portabandiera dell'Italia durante la cerimonia di apertura e si classificò anche 13ª nel supergigante.

#### Stagioni 2003-2006
Subì un grave infortunio durante le prove della discesa libera di Lake Louise nel novembre 2002 e successivamente ai Mondiali di Sankt Moritz 2003 si classificò 9ª nella discesa libera e 18ª nel supergigante. In seguito, nonostante una vittoria (l'ultima in carriera) e un 2º posto nelle discese di Haus del 30 e 31 gennaio 2004, il 3º posto a Sestriere nella medesima specialità il 10 marzo successivo e il 2º posto nel supergigante di San Sicario del 25 febbraio 2005 (suo ultimo podio), non riuscì più ad avere la continuità di rendimento e i risultati delle stagioni precedenti; ai Mondiali di Bormio/Santa Caterina Valfurva 2005, l'ultima rassegna iridata cui prese parte, fu comunque 10ª nella discesa libera e 5ª nel supergigante.
Disputò l'ultima gara in carriera il 18 dicembre 2005, il supergigante di Coppa del Mondo a Val-d'Isère che la Kostner chiuse al 31º posto, e nel gennaio del 2006, un mese prima dei XX Giochi olimpici invernali di Torino 2006, annunciò il suo ritiro dall'attività agonistica e l'imminente maternità.

### Altre attività
Il 26 febbraio 2006 sfilò in abito nuziale nel corso della cerimonia di chiusura dei XX Giochi olimpici invernali, spegnendo la fiamma olimpica. Nel 2007 partecipò come concorrente alla seconda edizione del programma televisivo di Rai 1 Notti sul ghiaccio, mentre nel 2021 ha partecipato alla quindicesima edizione del reality show L'isola dei famosi, in onda su Canale 5. Ha aperto un hotel a Selva di Val Gardena.

## Palmarès

### Olimpiadi
- 3 medaglie:
  - 1 argento (discesa libera a Salt Lake City 2002)
  - 2 bronzi (discesa libera, supergigante a Lillehammer 1994)

### Mondiali
- 3 medaglie:
  - 2 ori (supergigante a Sierra Nevada 1996; supergigante a Sestriere 1997)
  - 1 argento (supergigante a Sankt Anton am Arlberg 2001)

### Mondiali juniores
- 1 medaglia:
  - 1 oro (supergigante a Montecampione/Colere 1993)

### Coppa del Mondo
- Miglior piazzamento in classifica generale: 4ª nel 1996 e nel 2000
- Vincitrice della Coppa del Mondo di discesa libera nel 2001 e nel 2002
- 51 podi:
  - 15 vittorie
  - 18 secondi posti
  - 18 terzi posti

#### Coppa del Mondo - vittorie
| Data             | Località                | Paese    | Specialità |
| ---------------- | ----------------------- | -------- | ---------- |
| 29 gennaio 1994  | Garmisch-Partenkirchen  | Germania | DH         |
| 20 gennaio 1996  | Cortina d'Ampezzo       | Italia   | DH         |
| 24 gennaio 1997  | Cortina d'Ampezzo       | Italia   | DH         |
| 25 gennaio 1997  | Cortina d'Ampezzo       | Italia   | SG         |
| 22 gennaio 1998  | Cortina d'Ampezzo       | Italia   | DH         |
| 27 novembre 1999 | Lake Louise             | Canada   | DH         |
| 8 dicembre 1999  | Val-d'Isère             | Francia  | SG         |
| 17 dicembre 1999 | Sankt Moritz            | Svizzera | DH         |
| 10 febbraio 2000 | Santa Caterina Valfurva | Italia   | DH         |
| 1º dicembre 2000 | Lake Louise             | Canada   | DH         |
| 19 gennaio 2001  | Cortina d'Ampezzo       | Italia   | DH         |
| 25 febbraio 2001 | Lenzerheide             | Svizzera | SG         |
| 29 novembre 2001 | Lake Louise             | Canada   | DH         |
| 30 novembre 2001 | Lake Louise             | Canada   | DH         |
| 31 gennaio 2004  | Haus                    | Austria  | DH         |

Legenda:

DH = discesa libera

SG = supergigante

### Coppa Europa
- 1 podio (dati parziali, dalla stagione 1994-1995):
  - 1 terzo posto

### South American Cup
- Miglior piazzamento in classifica generale: 14ª nel 2001
- 1 podio:
  - 1 terzo posto

### Campionati italiani
- 19 medaglie[8]:
  - 12 ori (supergigante nel 1992; discesa libera, supergigante nel 1995; discesa libera, supergigante, slalom gigante nel 1996; supergigante nel 1997; discesa libera, supergigante nel 1998; discesa libera, supergigante nel 1999; supergigante nel 2000)
  - 4 argenti (discesa libera nel 1992; supergigante nel 1993; discesa libera nel 1997; supergigante nel 2002)
  - 3 bronzi (combinata nel 1992; discesa libera nel 1993; slalom gigante nel 1995)

## Statistiche

### Podi in Coppa del Mondo
| Stagione/Specialità | Discesa libera | Discesa libera | Discesa libera | Supergigante | Supergigante | Supergigante | Slalom gigante | Slalom gigante | Slalom gigante | Podi totali |
| ------------------- | -------------- | -------------- | -------------- | ------------ | ------------ | ------------ | -------------- | -------------- | -------------- | ----------- |
| Stagione/Specialità | 1º             | 2º             | 3º             | 1º           | 2º           | 3º           | 1º             | 2º             | 3º             | Podi totali |
| 1993                |                |                |                |              |              |              |                |                |                | 0           |
| 1994                | 1              |                | 1              |              | 1            |              |                |                |                | 3           |
| 1995                |                | 2              | 1              |              |              |              |                |                |                | 3           |
| 1996                | 1              | 1              | 2              |              | 1            | 2            |                |                | 1              | 8           |
| 1997                | 1              |                | 1              | 1            | 1            | 1            |                |                |                | 5           |
| 1998                | 1              |                | 1              |              | 1            | 2            |                |                |                | 5           |
| 1999                |                | 3              | 1              |              |              |              |                |                |                | 4           |
| 2000                | 3              |                |                | 1            |              | 1            |                |                |                | 5           |
| 2001                | 2              | 4              |                | 1            |              |              |                |                |                | 7           |
| 2002                | 2              | 2              | 2              |              |              |              |                |                |                | 6           |
| 2003                |                |                |                |              |              | 1            |                |                |                | 1           |
| 2004                | 1              | 1              | 1              |              |              |              |                |                |                | 3           |
| 2005                |                |                |                |              | 1            |              |                |                |                | 1           |
| 2006                |                |                |                |              |              |              |                |                |                | 0           |
| Totale              | 12             | 13             | 10             | 3            | 5            | 7            | 0              | 0              | 1              | 51          |
| Totale              | 35             | 35             | 35             | 15           | 15           | 15           | 1              | 1              | 1              | 51          |